# Élise Voruz
Élise Voruz, née le 9 octobre 1844 à Lausanne et morte le 27 août 1909 à Barbizon, est une peintre franco-suisse.

## Biographie
Élise Félicie Voruz est la fille d'Abraham Louis Amédée Voruz et d'Élise Eugénie Muller. Son frère Louis Henri Albert, négociant à Nantes, devient chancelier de la légation suisse à Paris. L'entourage familial, hommes politiques et industriels notables, se serait initialement opposé à sa vocation artistique.
Élève de Louise Aline Midy, d'Évariste-Vital Luminais, d'Amédée Jullien et de Lionel Aristide Lecouteux, Élise Voruz est une peintre, une graveuse et une dessinatrice. Elle expose de 1877 à 1908. Elle est remarquée pour ses effets dans ses eaux-fortes polychromes.
Elle réalise de nombreux portraits, puis s'engage dans l'art décoratif : elle façonne le bois, le métal, et le cuir. Pour les fers forgés, lampe, pelle et pincettes qu'elle expose au Salon en 1904, elle décrit la façon dont elle réunit les matériaux et réalise ses œuvres : « Pour ma lampe je fis venir du Midi des branches d’olivier avec leurs fruits (…) Je louai à un bonhomme qui en fait le métier une vipère bien vivante, enfermée dans une caisse vitrée. Après études, j'obtins un modéle en fort fil de fer, je découpai les feuilles d’olivier dans du cuivre mince, je fis des olives en bois avec une queue. La vipére, dressée menacante, me servit de base solide. Au moyen de cire j'unifiai le tout. Un ferronnier habile fut mis à contribution (…). Il en coûte de recourir à d'autres pour achever son œuvre, mais il est des impossibilités avec lesquelles il faut compter. ».
Elle réside 42 rue Fontaine Saint Georges (9e arrondissement) en 1885 et 48 boulevard des Batignolles en 1892, puis à Barbizon. Elle enseigne le dessin et la peinture.
Elle expose au Salon de 1877 à 1908. Son aquarelle Harmonie « symbolisée par des roses thé et rouge, posées sur des partitions, couvrant un violon dont on ne voit que l’archet et le manche » y est remarquée en 1884 par Théodore Véron qui y voit un « Beau groupe, digne de Chardin ». Elle n'y obtient cependant qu'une mention honorable très tardivement, en 1908, le salon valorisant peu les arts décoratifs,.
En 1888, elle est au blanc et noir ; en 1890, elle expose Rêves dorés (aquarelle) à l'exposition française des Beaux-Arts de Londres.
Elle participe de 1892 à 1908 au moins au salon de l'Union des femmes peintres et sculpteurs, mais expose également de 1895 à 1904 avec une scission de l'Union, la Société des femmes artistes. Elle est à l'exposition des Arts de la femme au Palais de l'Industrie en 1892 pour deux panneaux décoratifs et quatre eaux-fortes ; en 1894, elle accroche à l'exposition artistique à la Bodinière.
Elle publie dans la Revue de France, en 1897, un dessin à la plume Tête de vieille femme « admirablement belle dans l'inondation de ses rides ». Elle réalise également des ex libris pour l'édition.
En 1899, elle est nommée officier d'Académie, comme professeur de dessin, mais doit cesser d'enseigner pour raisons de santé. Elle achève alors son ouvrage Éléments de composition.
Elle participe à l'Exposition universelle de 1900 (feuilles de marronniers sur panorama).
Elle meurt célibataire à Barbizon en 1909 à l'âge de 64 ans.
Elle fait partie de ces femmes artistes à la grande productivité de la fin du XIXe et du début du XXe siècle, mais qui en raison de leur genre — et de leurs genres artistiques alors considérés comme féminins et mineurs (ici les arts décoratifs) même si plusieurs critiques louaient alors son « courage de s'attaquer aux eaux-fortes » — ne reçurent pas ou peu de consécration officielle, et sont aujourd'hui progressivement redécouvertes.

## Principales expositions

### Salon de peinture et de sculpturepuisSalon des artistes français
- Portrait de M. V., au Salon de 1877
- Le livre défendu, au Salon de 1879
- Portrait de Mlle J. R., au Salon de 1879
- Portrait de Mlle R., au Salon de 1879, dessin à la plume
- Casseur de pierres, au Salon de 1880
- Portrait de Mme G., au Salon de 1880, dessin à la plume
- Portrait de Mme R., au Salon de 1881
- Le soir, au Salon de 1881, faïence
- Giroflées et lilas, au Salon de 1883, aquarelle
- Anémones et lilas, au Salon de 1883, aquarelle
- Ronces et roses, au Salon de 1884, aquarelle
- Harmonie, au Salon de 1884, aquarelle
- Tête de reître, d’après M. J. Rongier, au Salon de 1886, eau-forte
- Repas en l'air, au Salon de 1887, aquarelle
- Portrait de Mme A. L., au Salon de 1887, eau-forte
- Géraniums, au Salon de 1888, aquarelle
- Portrait de Goya, au Salon de 1888, eau-forte
- Hortensias, au Salon de 1889, aquarelle
- Déborah, d’après Sarah Dodson, au Salon de 1889, eau-forte
- Portrait de M. A. V., au Salon de 1890, eau-forte
- Portrait de M. J. V, au Salon de 1891, eau-forte
- Portrait de Jacques N…, au Salon de 1892, eau-forte
- Tête d'homme, d’après Rembrandt, au Salon de 1893, lithographie
- Chênes de Fontainebleau, route de Sully, au Salon de 1894, eau-forte
- Portrait de Mme V., au Salon de 1895, eau-forte
- Contemporaine de Millet à Barbizon, au Salon de 1896, eau-forte originale
- L'homme à la brouette, d’après Millet, au Salon de 1896, eau-forte
- Chardons, au Salon de 1897, eau-forte
- Tulipes, au Salon de 1897, eau-forte
- Marronniers de Saint-Louis-en-l'Isle, au Salon de 1898, eau-forte en couleurs
- Gorges d'Apremont, au Salon de 1898, eau-forte
- Jardins de Montmartre (soleils), au Salon de 1899, eau-forte en couleur
- Paysage, d’après Corot, au Salon de 1899, lithographie
- Jardin, soleil, au Salon de 1899 (Honfleur), eau-forte en couleur
- La Conciergerie, prise du quai de Gesvres, au Salon de 1901, eau-forte en couleur
- Trois plaques cuivre gravé ; plaques de propreté, au Salon de 1901, plaques cuivre gravé
- Pissenlits, au Salon de 1902, eau-forte en couleur
- Chicorée sauvage, au Salon de 1903, eau-forte en couleur
- Les pentes de l'Acropole, au Salon de 1904, eau-forte en couleur
- Porte-pelle et pincettes, avec lézards, au Salon de 1904, fer forgé
- La vieille gouvernante, d'après Bonington, au Salon de 1908, eau-forte

### Exposition internationale de blanc et noir
- 1888 : (panneau destiné à être publié par l'artiste chez Guérin sous le titre Éléments de composition)
- 1890 : (portrait de M. A.V., et Deborah d'après S. Dodson, eaux-fortes)[9],[18]

### Union des femmes peintres et sculpteurs
- 1892
- 1893 : Roseaux et ronces, et lithographies d'après Rembrandt et Le Titien
- 1894 : Nénuphars
- 1897 : Papavers et Chardons, eaux-fortes polychromes
- 1899 : (fleurs)
- 1908 : Médaillons des Quatre Evangélistes[11]

### Exposition de la Société des femmes artistes à lagalerie Georges Petit
- 1895 : (panneaux décoratifs et eaux-fortes)
- 1899
- 1903
- 1904 : (gravures à l'eau-forte et essais d'art industriel)[12]

## Galerie

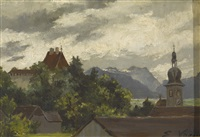
Le château et le village de Vaulruz, huile sur bois 17 × 26,5 cm.
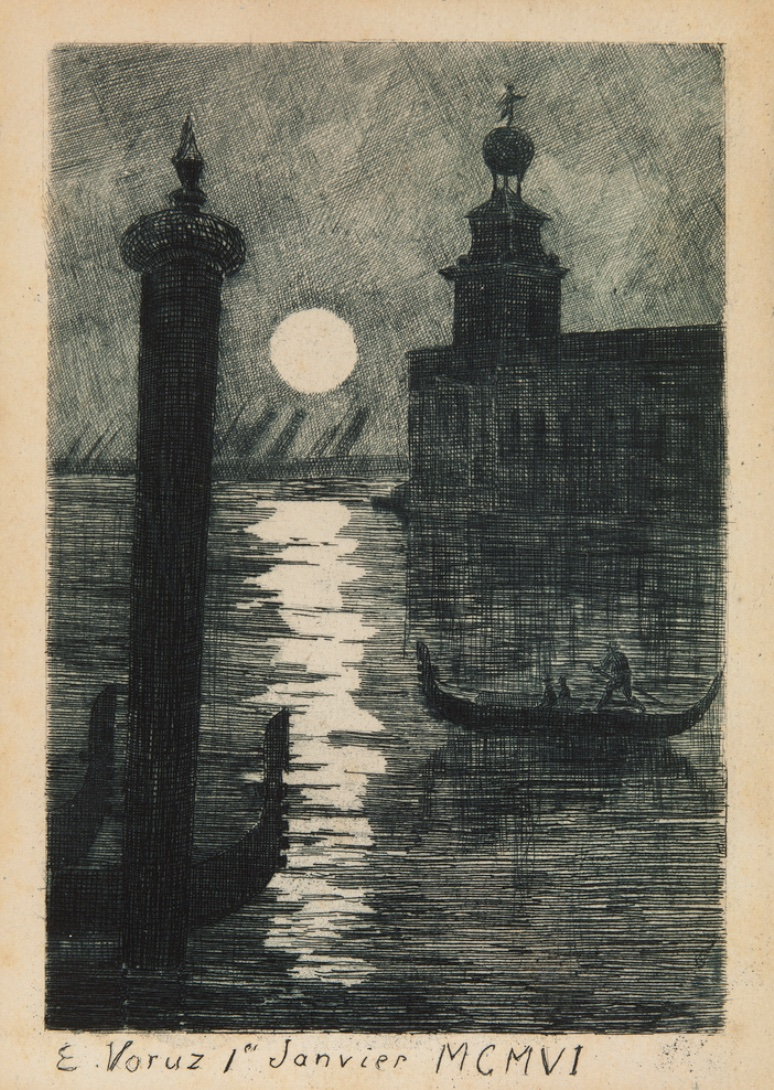
Estampe à la pointe sèche, 14 × 10,5 cm, 1906[19].
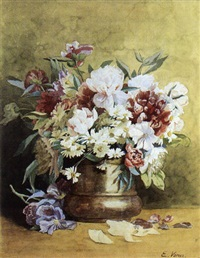
Bouquet de pivoines, aquarelle 72 × 54 cm.

## Œuvres dans les collections publiques
- Genève, Bibliothèque, archives du Musée Marie : Vendredi et Dimanche (1883)[20],[21].
- Nantes :
  - Musée Dobrée : Lanterne des morts aux Moustiers (1867)[22].
  - Musée d'Arts : série de 17 cartes et cartes de vœux (pointe sèche, 1892-1909)[19].

## Publication
- Éléments de composition, éd. Guérin, vers 1899[3].

## Exposition rétrospective
- Nantes, 1987 : exposition L'échappée belle des Musées départementaux de Loire-Atlantique et de la BNF avec Lanterne des morts aux Moustiers, 1867 (mine de plomb)[22].